# 西阿知站

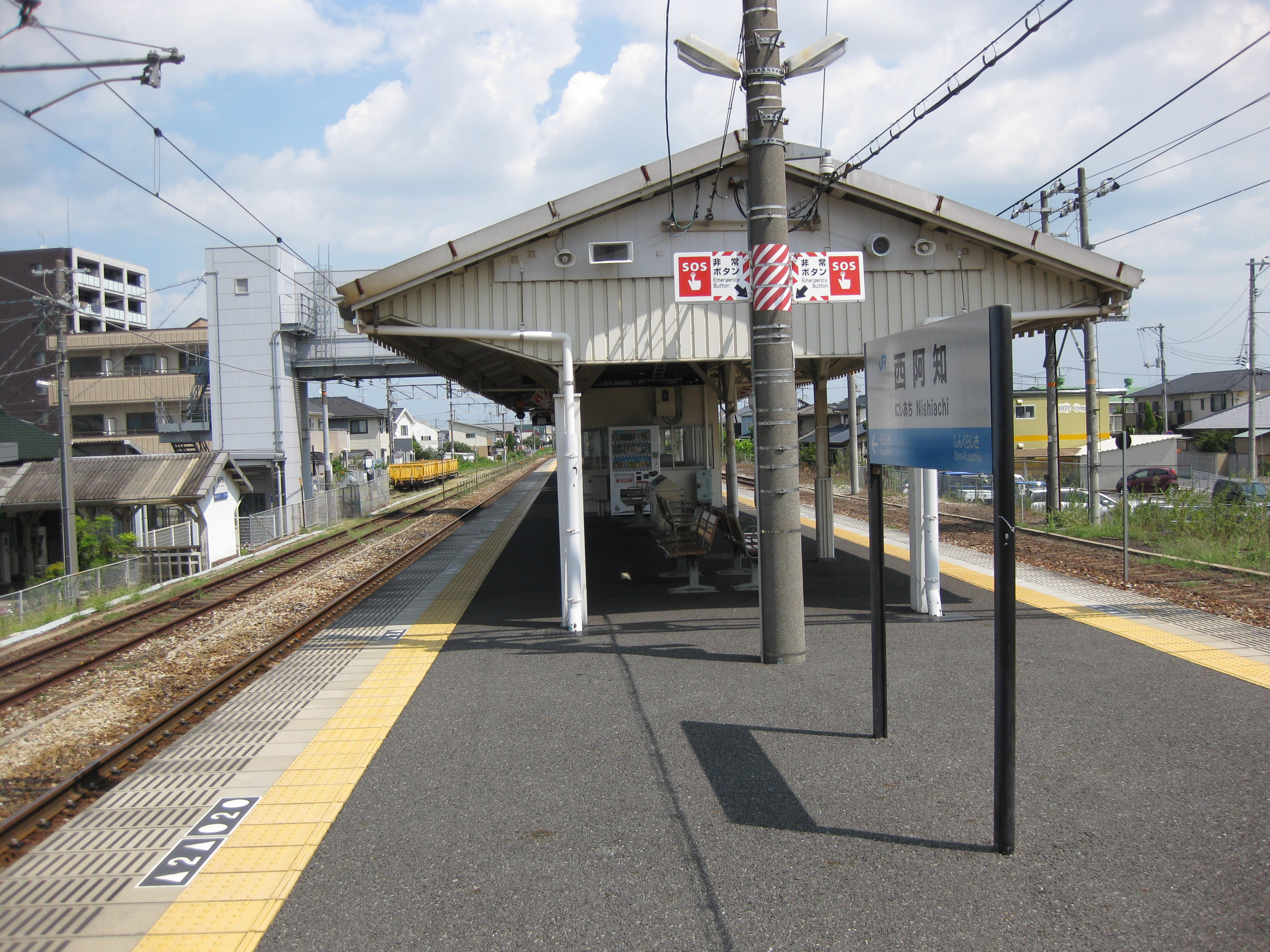
月台

西阿知站（日语：／ Nishiachi eki */?）是位於岡山縣倉敷市西阿知町，西日本旅客鐵道（JR西日本）山陽本線的車站。
在山陽本線中，於2017年5月前為岡山分社中最西邊的車站，鄰站新倉敷站以西由瀨戶內地域鐵道部管轄。

## 歷史
- 1920年（大正9年）5月25日 - 鐵道省山陽本線倉敷站至玉島站（現時為新倉敷站）之間新設此站。為旅客、貨運車站。
  - 當時車站位於岡山縣淺口郡河內村（日语：西阿知）西阿知。
- 1922年（大正11年）1月1日 - 河内村實施町制，成為河內町（日语：西阿知），車站位於岡山縣淺口郡河內町西阿知。
- 1926年（大正15年）1月1日 - 河内町改名為西阿知町（日语：西阿知）、車站位於岡山縣淺口郡西阿知町西阿知。
- 1953年（昭和28年）1月1日 - 西阿知町編入至倉敷市（第一次），車站位於岡山縣倉敷市西阿知町（日语：西阿知）。
- 1967年（昭和42年）2月1日 - 隨著倉敷市（第二次）成立，車站位於岡山縣倉敷市西阿知町。
- 1971年（昭和46年）8月15日 - 終止貨物起卸業務。
- 1987年（昭和62年）4月1日 - 伴隨國鐵分割民營化，車站由西日本旅客鐵道（JR西日本）營運。
- 1992年（平成4年）11月 - 綠色窗口開始營業[1]
- 2007年（平成19年）
  - 5月31日 - 引入可接受ICOCA的自動閘機（日语：自動改札機）。
  - 9月1日 - 此站可以使用ICOCA。
- 2011年（平成23年）3月2日 - 升降機開始使用。
- 2016年（平成28年）4月20日 - 隨著引入CTC[2][3]，閘口與月台設置了LED式列車出發資訊牌。
- 2020年（令和2年）
  - 4月10日 - 當日起綠色窗口結束營運（預定）[4][5][6]。
  - 4月11日 - 當日起為整日無人車站（預定）[6]。

## 車站構造
車站是一座地面車站，設有1面2線的島式月台。在上下行線側設有側線，截至2014年7月，轉轍器已經撤走，使所有列車不可進入該側線。車站大樓位於上行線側，車站大樓與月台之間設有地底通道。車站設有簡易抽水廁所。
此站是直營車站（由倉敷站管理），車站可以使用ICOCA與其互相可以使用的IC卡。自動閘機為閘門式。

### 月台
| 月台 | 路線     | 上下行 | 方向                   | 備註                       |
| ---- | -------- | ------ | ---------------------- | -------------------------- |
| 1    | 山陽本線 | 上行   | 倉敷、岡山、姬路方向   |                            |
| 2    | 山陽本線 | 下行   | 新倉敷、福山、廣島方向 | 廣島方向的列車需在糸崎轉乘 |

- 在2011年起引入JR西日本標準進站音樂。

## 使用狀況
來自高梁川對面岸的船穗地區較少乘客使用此站。以下為近年1日平均乘車人次：
| 乘車人次轉變 | 乘車人次轉變     |
| 年度         | 1日平均 乘車人次 |
| ------------ | ---------------- |
| 1999         | 2,948            |
| 2000         | 2,903            |
| 2001         | 2,891            |
| 2002         | 2,836            |
| 2003         | 2,770            |
| 2004         | 2,673            |
| 2005         | 2,654            |
| 2006         | 2,616            |
| 2007         | 2,662            |
| 2008         | 2,609            |
| 2009         | 2,537            |
| 2010         | 2,555            |
| 2011         | 2,663            |
| 2012         | 2,704            |
| 2013         | 2,763            |
| 2014         | 2,747            |
| 2015         | 2,895            |
| 2016         | 2,945            |
| 2017         | 2,978            |

## 車站周邊
- 天滿屋（日语：天満屋）Happy Mart
- 仁科食品市場（日语：ニシナ百貨店）西阿知店
- ZAG ZAG（日语：ザグザグ）西阿知店
- 西阿知郵局
- 中國銀行
- 岡山縣立水島工業高等學校（日语：岡山県立水島工業高等学校）
- 倉敷市立倉敷第一中學（日语：倉敷市立倉敷第一中学校）
- 倉敷市立西阿知小學
- 岡山縣道190號西阿知停車場線（日语：岡山県道190号西阿知停車場線）
- 遍照院（日语：遍照院 (倉敷市)）
- 岡山縣道277號中島西阿知停車場線（日语：岡山県道277号中島西阿知停車場線）

## 相鄰車站
西日本旅客鐵道
 山陽本線
■快速「太陽快車」
通過
■普通
倉敷－西阿知－新倉敷

## 注腳
1. ↑  JR時間表1992年11月號、12月號
2. ↑  .   [2020-03-24]. （原始内容存档于2020-03-24）.
3. ↑  .   [2020-03-24]. （原始内容存档于2020-03-24）.
4. ↑  . 西日本旅客鐵道.   [2020-01-31]. （原始内容存档于2020-01-31）.
5. ↑   (PDF) (新闻稿). 西日本旅客鐵道岡山分社. 2020-01-30  [2020-02-02]. （原始内容存档 (PDF)于2020-02-02） （日语）.
6. 1 2  . 山陽新聞. 2020-02-25  [2020-02-29]. （原始内容存档于2020-02-29）.
7. ↑  . 岡山縣.   [2019年3月24日]. （原始内容存档于2019年3月24日）.

## 外部連結
- 西阿知｜車站資訊：JR出門網 - 西日本旅客鐵道